# Арпеђато
Арпеђато (arpeggiato), скраћено arp., је начин растављеног свирања акорада како се они изводе на харфи (од чијег је италијанског назива, Arpa, и потекло име). Обележава се усправном таласастом линијом испред акорда и он означава да се акорд раставља од најнижег ка највишем тону (горња слика). 
Ако се на таласастој линији налази стрелица окренута наниже, арпеђато се изводи обрнуто, од највишег тона ка најнижем (доња слика). С обзиром да су при свирању на харфи акорди арпеђирани, посебно се напомиње када све тонове акорда треба свирати истовремено ознаком non arp.(eggiato).